# 巴克艾 (加利福尼亞州埃爾多拉多縣)
巴克艾（英語：Buckeye）是位於美國加利福尼亞州埃爾多拉多縣的一個非建制地區。該地的面積和人口皆未知。

## 地理
巴克艾的座標為38°55′26″N 120°47′53″W / 38.92389°N 120.79806°W，而該地的平均海拔高度為899米（即2499英尺）。